# Nadia Rose
Nadia Rose (Londres, 11 de junho de 1993) é uma rapper e compositora britânica.
Rose estudou Música e Gestão Musical na universidade. Ela é uma prima de Michael "Stormzy" Omari.
Rose lançou seu primeiro EP Highly Flammable em 13 de janeiro de 2017 após os singles de sucesso "Station", "BOOM" e "D.F.W.T". Rose é representada pelo Sony Music Group sob a subsidiária Relentless Records. Ela ficou em quinto lugar na lista de finalistas 'Sound of 2017' da BBC. Em 2018 ela lançou a faixa WUT2 e apareceu em desfile de Stella McCartney em Milão.
Em 2019, Rose participou de uma campanha da Operação Black Vote para encorajar pessoas de comunidades de minorias étnicas a se registrar para votar nas eleições gerais do Reino Unido de 2019.
Rose também participou da campanha Grime4Corbyn de 2019 em apoio ao Partido Trabalhista e seu líder Jeremy Corbyn. Rose escreveu um artigo para o Metro encorajado as pessoas a votarem no Trabalhismo na eleição.
Em 2020, Rose revelou que não conseguiu lançar novas músicas por causa de sua gravadora.

## Discografia

### Extended plays
| Título           | Ano |
| ---------------- | --- |
| Highly Flammable | - Lançamento: 13 de janeiro de 2017 - Gravadora: Ministry of Sound, Sony Music, Relentless - Formato: CD, vinyl, download digital |
| First Class      | - Lançamento: 7 de agosto de 2020 - Gravadora: Qwerky Entertainment - Formato: download digital, streaming                        |

### Solo
| Ano  | Título                                 | Álbum            |
| ---- | -------------------------------------- | ---------------- |
| 2016 | "Skwod"                                | Highly Flammable |
| 2017 | "Tight Up" (featuring Red Rat)         | Highly Flammable |
| 2017 | "Puddycat"                             | Highly Flammable |
| 2017 | "Breathe Slow" (featuring Junglepussy) | —                |
| 2017 | "Wat Up" (with 67)                     | —                |
| 2017 | "Big Woman"                            | —                |
| 2018 | "WUT2"                                 | —                |
| 2018 | "On Top"                               | —                |
| 2018 | "Make It Happen"                       | —                |
| 2019 | "Airplane Mode"                        | —                |
| 2020 | "Sugar Zaddy"                          | First Class      |
| 2020 | "Too Bad"                              | First Class      |
| 2020 | "Bad N Boujee"                         | First Class      |